# رودجر بامباس
رودجر بامباس (بالإنجليزية: Rodger Albert Bumpass)‏ هو مغني وكوميدي ارتجالي وممثل أمريكي، ولد في 20 نوفمبر 1951 في الولايات المتحدة.

## أعمال

### أفلام
- (1997) هرقل
- (1999) طرزان[7][8][9]
- (2000) حياة الإمبراطور الجديدة[10][11][12]
- (2002) كوكب الكنز[13][14][15]
- (2002) ليلو وستيتش[16][17][18]
- (2003) أخي الدب[19][20][21]
- (2004) فيلم سبونج بوب سكوير بانتس[22]
- (2015)  الإسفنج خارج المياه

### مسلسلات
- زم الفضائي
- سلاحف النينجا

## وصلات خارجية
- رودجر بامباس على موقع IMDb (الإنجليزية)
- رودجر بامباس على موقع ألو سيني (الفرنسية)
- رودجر بامباس على موقع ميوزك برينز (الإنجليزية)
- رودجر بامباس على موقع أول موفي (الإنجليزية)
- رودجر بامباس على موقع إن إن دي بي (الإنجليزية)
- رودجر بامباس على موقع قاعدة بيانات الفيلم (الإنجليزية)
- رودجر بامباس على موقع كينوبويسك (الروسية)